# Contraluz
Contraluz (internationaler Titel: Backlight) ist ein Filmdrama des portugiesischen Filmregisseurs Fernando Fragata aus dem Jahr 2010. Der Mystery-beeinflusste Episodenfilm wurde in englischer Sprache gedreht und gilt als erste portugiesische Kinoproduktion eines portugiesischen Regisseurs in Hollywood.

## Handlung
Verschiedene Personen befinden sich in verzweifelten persönlichen Situationen, bis sich die Wege der sich gegenseitig völlig unbekannten Menschen auf mysteriöse Weisen schicksalhaft kreuzen.
Jay hat den Verlust seiner Ehefrau vor einem Jahr noch nicht verkraftet, kapselt sich vor seinen besorgten Freunden ab und fährt schließlich in die Wüste, um sich umzubringen. Plötzlich spricht aus seinem offen stehenden Wagen das Navigationsgerät, das ihm seine Frau geschenkt hat, und bringt ihn dazu, wieder zurückzufahren. Unterwegs trifft er auf eine Frau, die von ihrem Wagen unglücklich eine abschüssige Straße Richtung eines Sees mitgeschliffen wird, und kann ihr dank einer Schere in seiner Jacke, ein symbolisch gemeintes Geschenks seiner besorgten Freunde, das Leben retten.
Diese Frau ist zuvor mit ihrer Tochter vor einer geheimnisvollen Bedrohung in Form von Begriffen, die ihre Tochter Lucy aus einem alten Handy erfährt, in die Wüste hinaus gefahren. Doch statt einer Bedrohung stellen sich die täglichen Begriffe als Schlüssel zu lebensrettenden Zufällen heraus. Ihre Tochter versucht ihrerseits einem Jungen das Leben zu retten, der in einen See gesprungen ist, um sich zu ertränken.
Dieser Junge ist Daniel und hat Wochen vorher seine Freundin ertrinken sehen. Er versucht durch seinen Selbstmord im See, sie wieder zum Leben zu erwecken. Als Lucy ihn zu retten versucht, ist am Ende er es, der Lucy vor dem Ertrinken retten muss. Zuvor hatte seine Psychologin ihn zu seinem Schutz in einem abgestellten Flugzeug eingeschlossen und ihrem Bruder Matt die Schlüssel gegeben, damit er mit ihm sprechen soll. Matt verlor vor Jahren seine große Liebe ebenso, die zwar nicht gestorben, aber durch unglückliche Umstände für immer verschwunden ist, und wonach Matt sich umzubringen versucht hat. Matt bringt Daniel Vertrauen entgegen und macht ihn los, muss ihm aber später zum See nachfahren, wohin Daniel heimlich per Anhalter gefahren ist und dabei von einem alten Mann und dann von der jungen Helena dorthin mitgenommen wurde, die einen Abschleppdienst betreibt. Daniel fotografiert Helena zum Abschied. Der alte Mann ist indes weitergefahren und erleidet einen allergischen Schock an einer Tankstelle, wo ihn der gerade angekommene Matt durch eine antiallergische Spritze retten kann, die er immer bei sich trägt, um sie im Falle eines Bienenstichs zu seiner eigenen Rettung vor einem allergischen Schock zu nutzen.
Als Matt Daniel und Lucy am See erreicht, kommen auch Jay und Lucys Mutter an. In einem Krankenwagen und in Jays Auto fahren alle weg, und Matt bleibt allein zurück. Er entdeckt auf Daniels Kamera das Foto von Helena, die seine vermisste Freundin ist, und er bestellt sie mit ihrem Abschleppwagen zu sich, in Vorfreude auf ein überraschendes Wiedersehen. Bevor sie jedoch ankommt, wird er von einer Biene gestochen und bricht sterbend zusammen, auf sein leeres Spritzen-Etui blickend.

## Produktion und Rezeption
Der Film wurde in den USA (u. a. in Los Angeles, am Lake Mead, im Monument Valley, in der Mojave-Wüste und auf einem Flugzeugfriedhof beim Mojave Air & Space Port) gedreht und von der portugiesischen Filmproduktionsgesellschaft Virtual Audiovisuais mit finanzieller Beteiligung der portugiesischen Filmförderung ICAM (heute ICA) produziert.
Der Regisseur wagte hier als erster portugiesischer Filmemacher den Sprung nach Hollywood, in Erwartung besserer Möglichkeiten für seine Auffassung eines kommerziellen Kinos. Er versteckte dabei aber dennoch einige Referenzen an Portugal und das portugiesische Kino, etwa wenn die Rezeptionistin im Motel im Hintergrund Lieder aus alten Comédia-portuguesa-Filmen wie Das Lied von Lissabon (1933) hört, oder wenn im Diner ein Portugal-Schal an der Wand hängt.
Nach einer Vorpremiere am 21. Juli 2010 im City Alegro Alfragide (in Alfragide im Großraum Lissabon) kam der Film am 22. Juli 2010 in die portugiesischen Kinos, wo er mit 83.724 Besuchern ein Publikumserfolg wurde. Er war damit der zweiterfolgreichste portugiesische Kinofilm des Jahres (nach A Bela e o Paparazzo).
Der Film lief danach auf einer Reihe Filmfestivals, wo er auch mehrfach ausgezeichnet wurde, so bei mehreren Festivals in den USA (Las Vegas International Film Festival, California Film Awards, Los Angeles Movie Awards, Texas Film Festival) und in Mexiko (Mexico International Film Festival).
Contraluz erschien 2011 in Portugal und 2013 in Frankreich als DVD.